# Letovanci
Letovanci falu Horvátországban, Sziszek-Monoszló megyében. Közigazgatásilag Sziszekhez tartozik.

## Fekvése
Sziszek városától légvonalban 14, közúton 20 km-re délre, a Klobučakról Blinjára menő út mentén, a Kotar-Stari Gaj természetvédelmi terület délkeleti szélén, a Blinja-patak partján fekszik. 

## Története
A történeti források szerint a falu már a 13. században is létezett. 1334-ben említik Szent György tiszteletére szentelt középkori templomát is. Neve 1526-ban „Lethowyna posessio ad Blynyawywar” néven tűnik fel. 1567-ben „Lestanocz” néven említik. Röviddel ezután elpusztította a török, lakossága a biztonságosabb országrészekre menekült. A török veszély csökkenése után, valószínűleg a 17. század második felében telepítették be horvát lakossággal. 1773-ban az első katonai felmérés térképén „Dorf Letovanecz” néven szerepel. A falunak 1857-ben 148, 1910-ben 185 lakosa volt. 
A 20. század első éveiben a kilátástalan gazdasági helyzet miatt sokan vándoroltak ki a tengerentúlra. 1918-ban az új szerb-horvát-szlovén állam, majd később Jugoszlávia része lett. A II. világháború idején a Független Horvát Állam része volt. A háború után a béke időszaka köszöntött a településre. Enyhült a szegénység és sok ember talált munkát a közeli városokban. A falu 1991. június 25-én a független Horvátország része lett, de a szomszédos szerbek lakta Blinja felől támadó szerb erők néhány hónap múlva megszállták. A horvát lakosság elmenekült. Csak 1995. augusztusában a Vihar hadművelettel foglalta vissza a horvát hadsereg. 2011-ben 56 lakosa volt.

## Népesség
| Lakosság változása | Lakosság változása | Lakosság változása | Lakosság változása | Lakosság változása | Lakosság változása | Lakosság változása | Lakosság változása | Lakosság változása | Lakosság változása | Lakosság változása | Lakosság változása | Lakosság változása | Lakosság változása | Lakosság változása | Lakosság változása |
| ------------------ | ------------------ | ------------------ | ------------------ | ------------------ | ------------------ | ------------------ | ------------------ | ------------------ | ------------------ | ------------------ | ------------------ | ------------------ | ------------------ | ------------------ | ------------------ |
| 1857               | 1869               | 1880               | 1890               | 1900               | 1910               | 1921               | 1931               | 1948               | 1953               | 1961               | 1971               | 1981               | 1991               | 2001               | 2011               |
| 148                | 142                | 137                | 177                | 190                | 185                | 186                | 159                | 130                | 133                | 127                | 94                 | 95                 | 82                 | 73                 | 56                 |

## Nevezetességei
Szent György tiszteletére szentelt kápolnájának romjai. A kápolna a 16. században épült, 1991-ben a szerb csapatok rombolták le.